# 남원 박씨
남원 박씨(南原 朴氏)는 전북특별자치도 남원시을 본관으로 하는 한국의 성씨이다.
시조는 박유명(朴維明)이라는 인물로 정사공신(靖社功臣)으로 남원군(南原君)에 봉해졌다.

## 참고 자료
- “남원박씨(南原朴氏)”. 뿌리를 찾아서.[깨진 링크(과거 내용 찾기)]